# San Salvador Atenco
San Salvador Atenco är en mindre stad i Mexiko, och administrativ huvudort i kommunen Atenco i delstaten Mexiko. San Salvador Atenco ligger i den centrala delen av landet och tillhör Mexico Citys storstadsområde. Orten hade 17 124 invånare vid folkräkningen 2010.

## Galleri

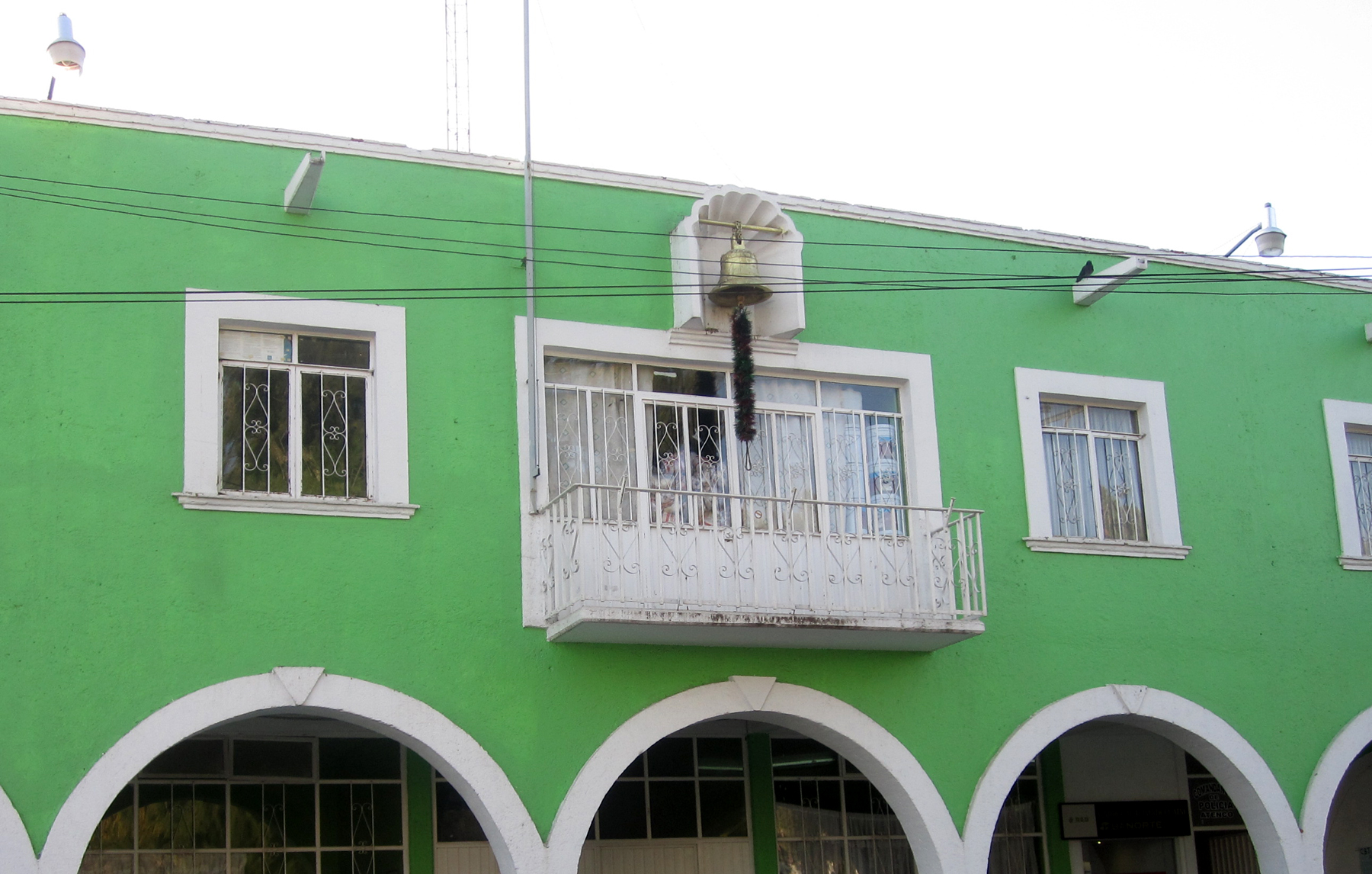
Stadshuset.
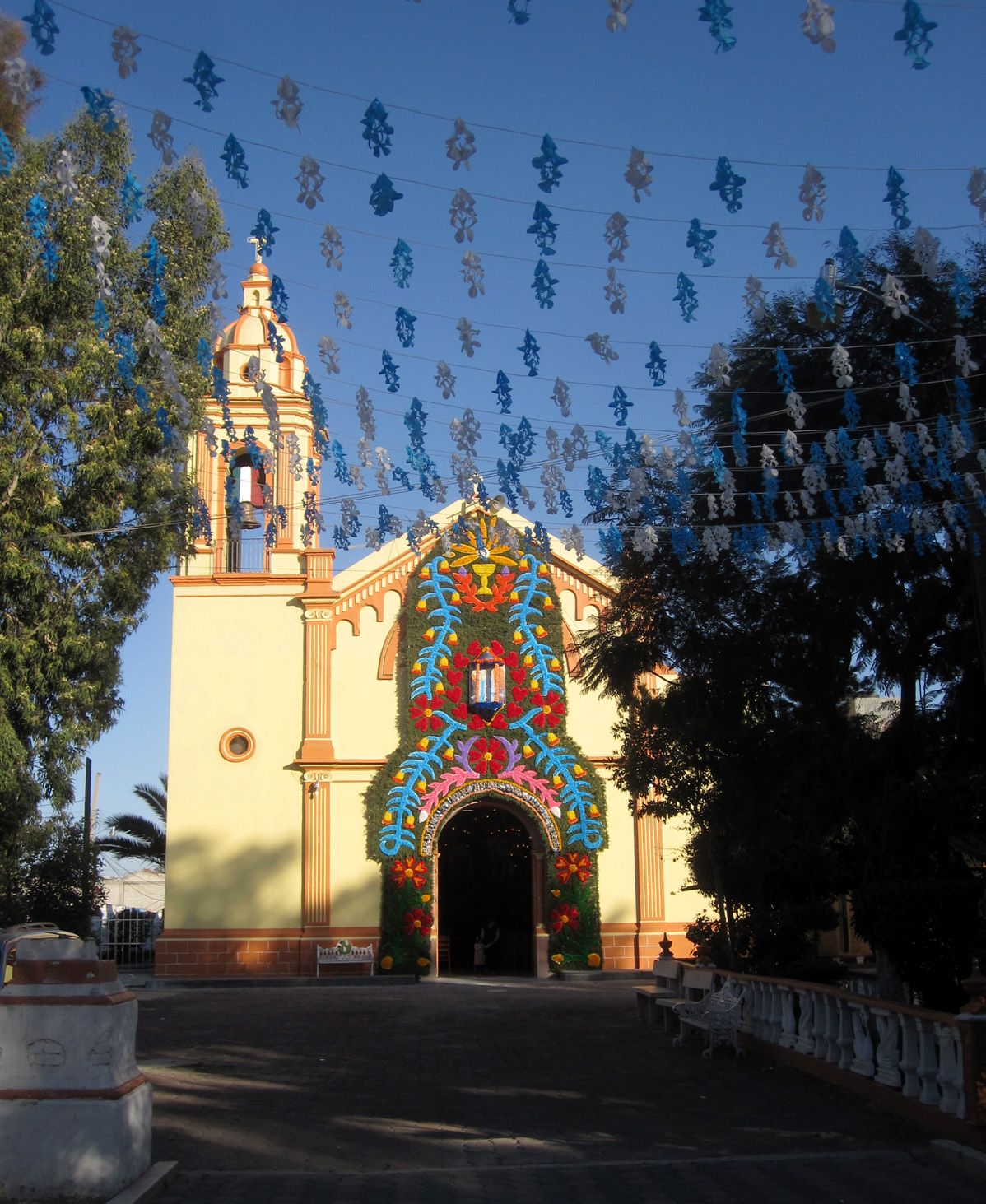
Kyrkan Templo de la Inmaculada Concepción.
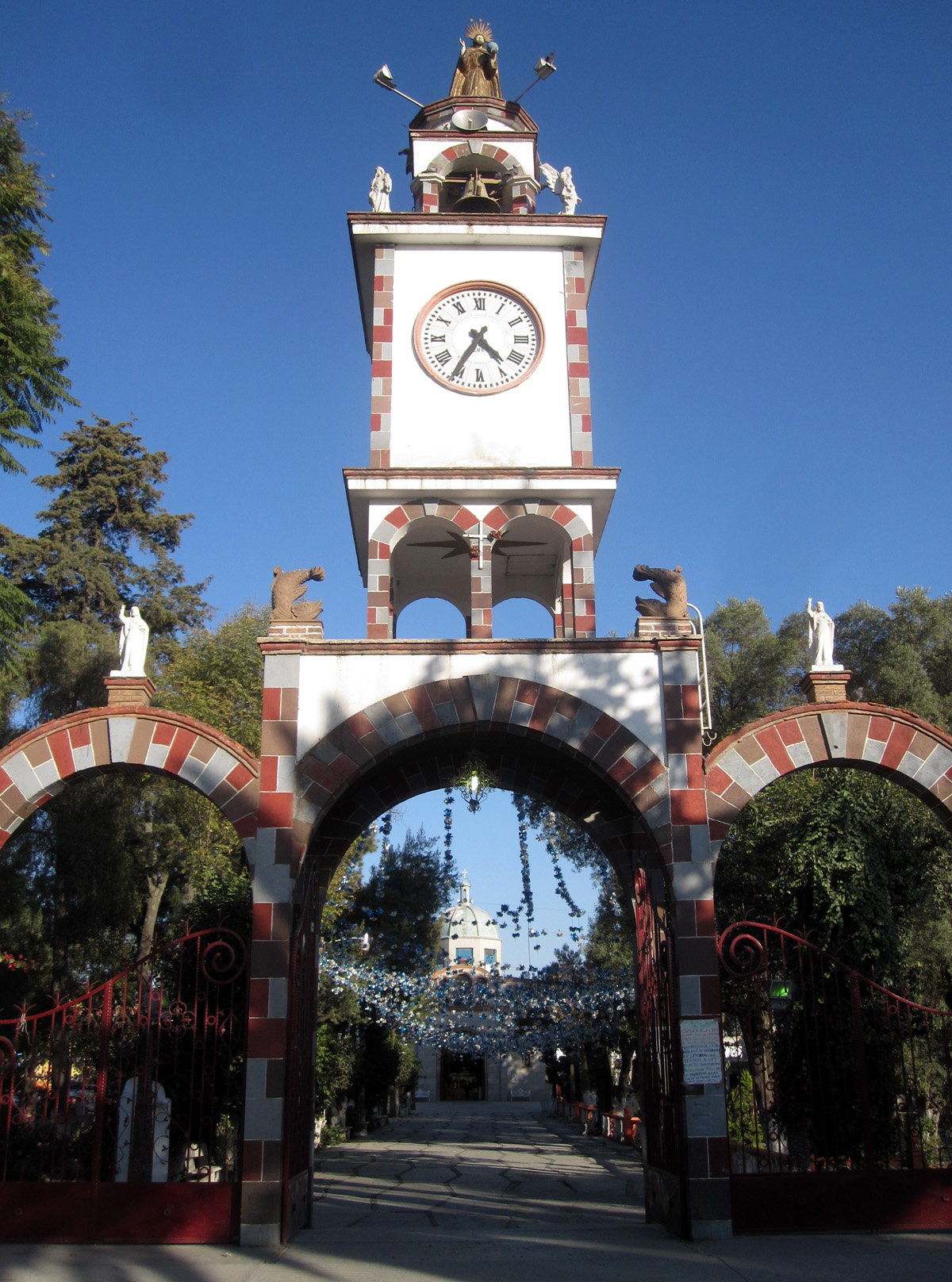
Klocktorn och valv, med kyrkan i bakgrunden.
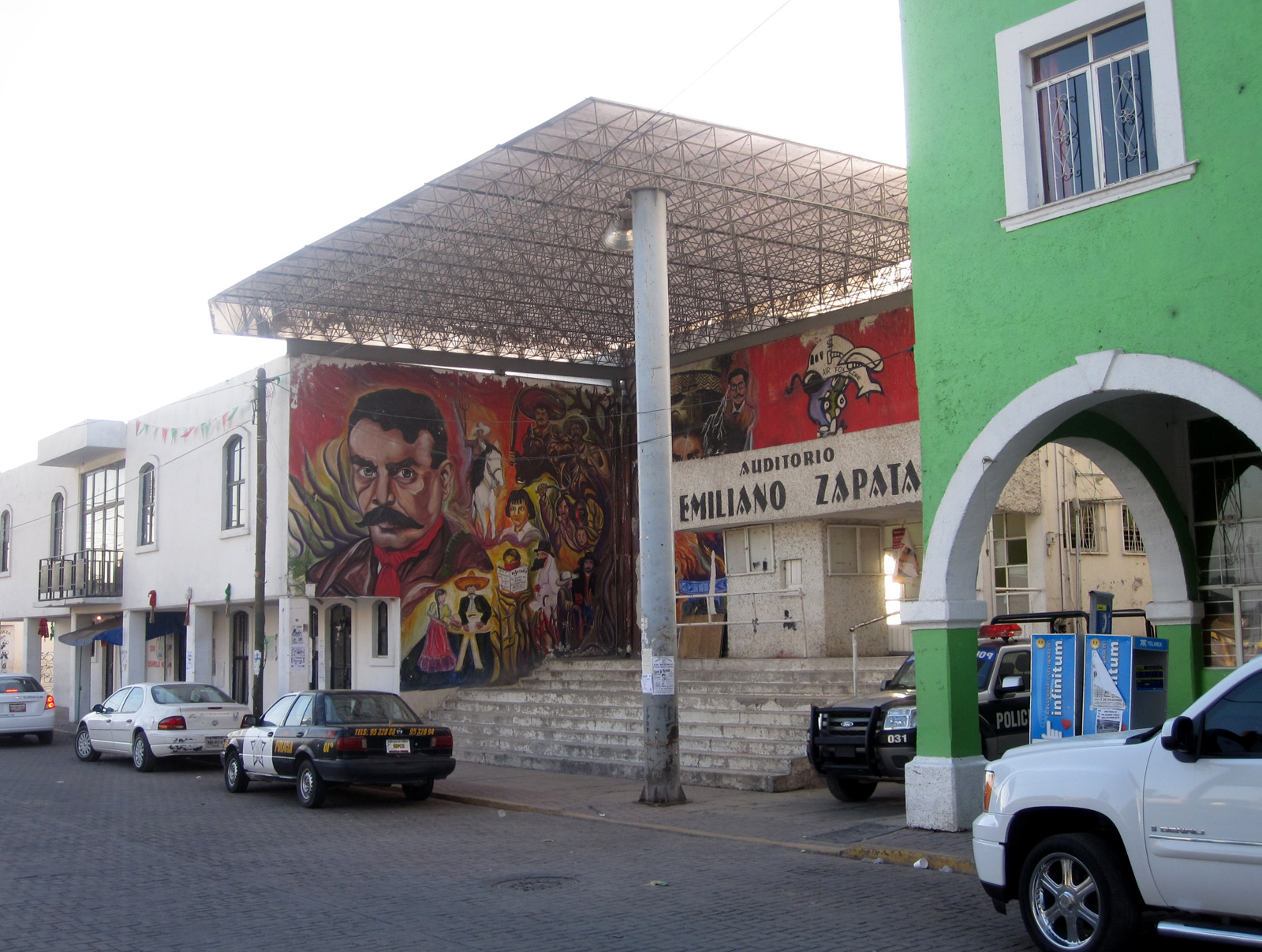
Konserthus.
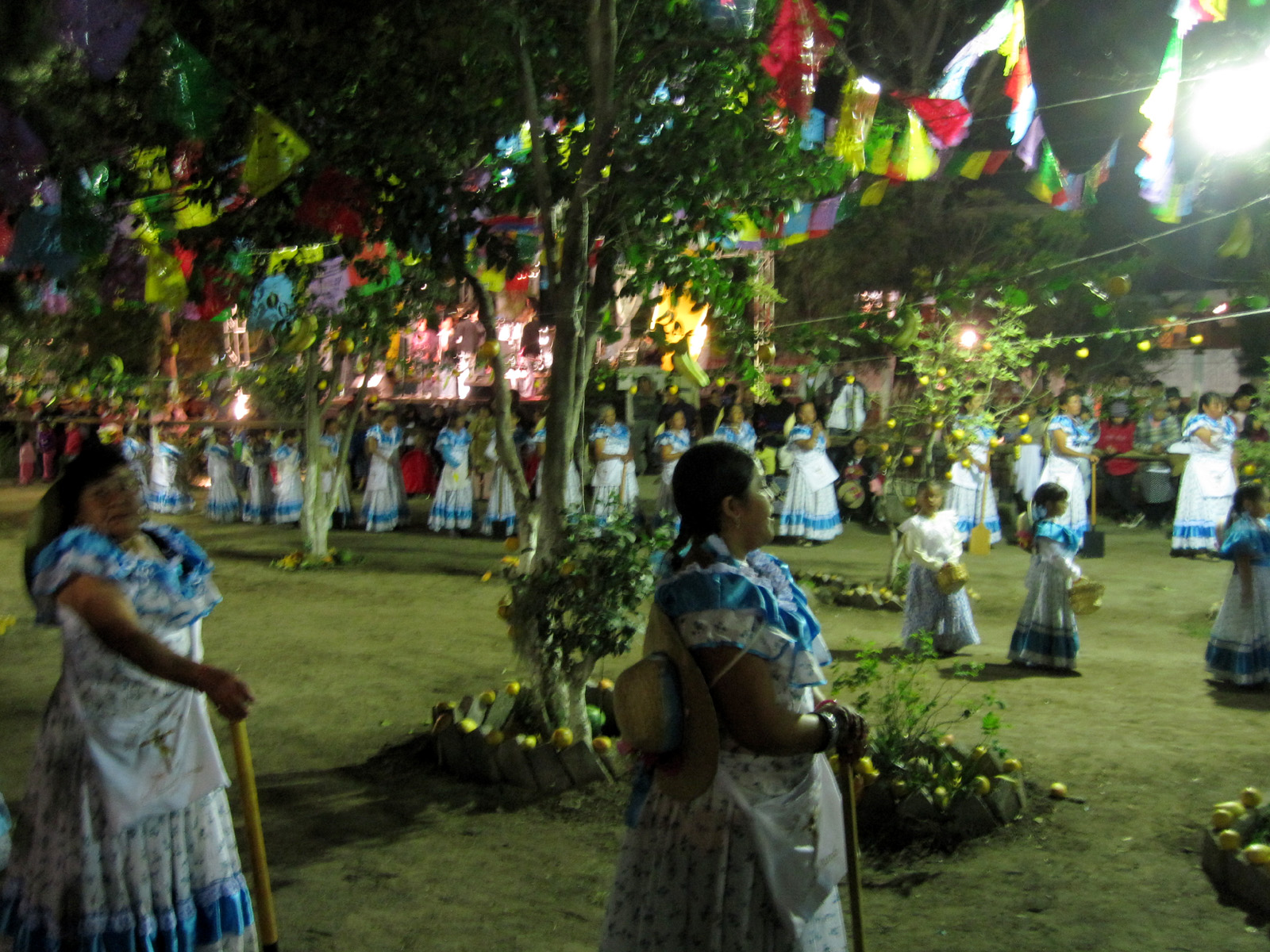
Dans vid karneval i San Salvador Atenco.